# Ханаанские языки
Ханаанские языки (также ханаанейские) — подсемья семитских языков, на которых говорили народы древнего Ханаана — евреи, амореи, моавитяне, эдумейцы, финикийцы и потомки финикийских колонистов на севере Африки — карфагеняне. Все эти языки перестали быть разговорными в начале нашей эры (когда точно умер пунический — неизвестно). Древнееврейский язык непрерывно оставался литературным и литургическим языком среди евреев и самаритян.

## Классификация и источники
Две главные ветви этой подсемьи — южная (включающая иврит) и северная (включающая финикийский). Ханаанские языки, наряду с арамейскими, аморейским и угаритским, образуют подгруппу северо-западных семитских языков.
Северная ветвь:
- Финикийский язык: Саркофаг царя Ахирама, надпись на саркофаге Эшмуназора II, библская надпись[2].
- Пунический язык: карфагенские надписи; также несколько цитат с латинским переводом в пьесе Плавта «Пуниец» (Poenulus) в начале пятого акта.
- Экронский (филистимский семитский) язык: Экронская надпись.

Южная ветвь:
- Аммонитский язык
- Моавитский язык: Стела Меша, Надпись из Эль-Керак, несколько печатей.
- Древнееврейский язык: древнейшие надписи (X век до н. э.) — Календарь из Гезера, остракон из Хирбет Кейафа[англ.]; собрания записей — арадские остраконы[англ.] (91 текстов, X—VI вв. до н. э.) и лахишские письма (22 текста, VI века до н. э.); более поздние записи — тексты Танаха (наиболее старые сохранившиеся рукописи — кумранские рукописи III-го века до н.э,, текстуально древнейшим фрагментом считается Песнь Деборы, XII—XI вв. до н. э.).
- Эдомитский язык
- Надпись из Дейр-Алла написана на арамейском с южноханаанскими особенностями, и классифицируется Робертом Хецроном (Robert Hetzron) как ханаанская.

Неясная классификация:
- Надпись на гребне из слоновой кости[англ.] из Лахиша, состоящая из 17 ханаанских букв, образующих 7 слов была расшифрована доктором Вайнстубом из университета Бен-Гуриона в 2022 году. Надпись датируется 1700 годом до нашей эры, что делает её древнейшей буквенной надписью. Надпись на гребешке гласит: «Пусть этот бивень вырвет вшей из волос и бороды»[3][4].
- Разнообразные остраконы с надписями древнеханаанейским письмом от XVII век до н. э. до XI век до н. э.[5]
- Опубликованные в 2022 г. аккадско-аморейские билингвы указывают на значительное сходство аморейского языка с ханаанскими[6]. До этого открытия аморейский язык был известен только по именам в аккадских текстах и его положение среди северносемитских языков оставалось неясным.

## Отличительные черты
Типологические черты ханнанитских языков в сравнении с арамейским:
- префикс h- используется как артикль (в арамейском — постфикс -a). Скорее всего, это ханаанское нововведение.
- Местоимение первого лица ʼnk (אנכ anok(i), в арамейском — ʼnʼ/ʼny) — что сближает их с аккадским, древнеегипетским и берберским.
- Сдвиг гласных ā > ō (ханаанский сдвиг).
- Инвертированное употребление временного союза wa, выражающееся в том, что, когда wa стоит перед глаголом в начале предложения, он придаёт прошедшей, или «перфектной» форме глагола значение будущего времени, и наоборот, будущей, или «имперфектной» форме глагола — значение прошедшего времён[1].